# Parafia Trójcy Przenajświętszej w Morągu
Parafia Trójcy Przenajświętszej w Morągu – rzymskokatolicka parafia położona w diecezji elbląskiej, w Dekanacie Morąg, erygowana 6 czerwca 1999 roku. Mieści się przy ulicy Wyszyńskiego. W budowie kościoła szczególnie zasłużył się ks. Zbigniew Ciapała.